# Charles Wilda

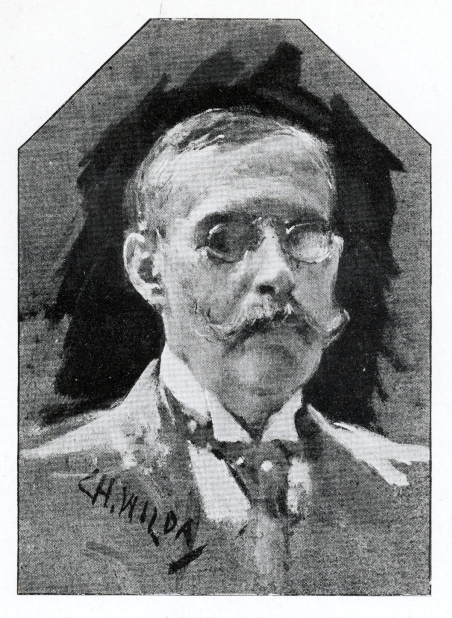
Selbstbildnis

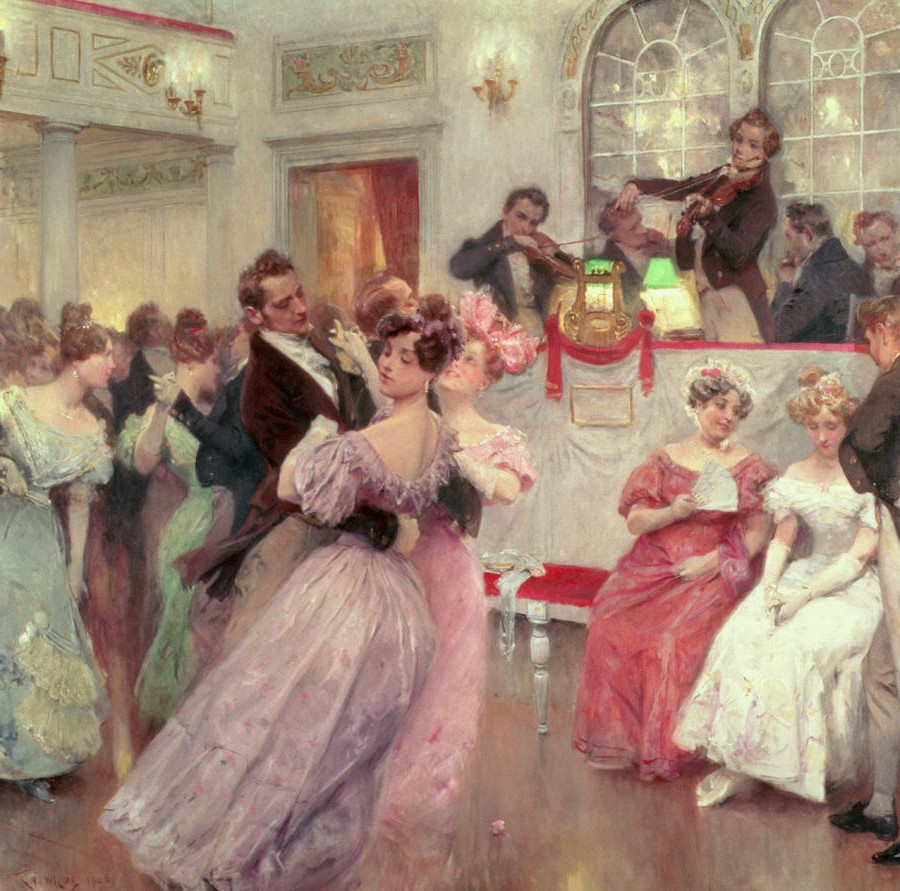
„Joseph Lanner und Johann Strauss“ („Der Ball“), 1906, Gemälde von Charles Wilda (oben rechte Bildhälfte: links der Violinist Lanner, rechts der Violinist Strauss)

Charles Wilda (* 20. Dezember 1854 in Wien als Karl Wilda; † 11. Juni 1907 ebenda) war ein österreichischer Maler des Wiener Orientalismus. 

## Leben
Charles Wilda, älterer Bruder des Malers Gottfried Wilda (1862–1911), studierte als Schüler des Malers Leopold Carl Müller an der Wiener Akademie. Er gehört mit Hans Makart und Leopold Müller, genannt Ägypten-Müller, zum Zentrum der österreichischen Orientmalerei, einem Spezialthema innerhalb der Genremalerei, das er bei Müller kennengelernt hatte, der das orientalische Genre wiederum zuvor in Paris bei dem französischen Maler Eugène Fromentin schätzen lernte.
Wilda gilt als der eigenständigste von Müllers Schülern. Müller schrieb in seinen Reiseberichten, „Seine [Wilda’s] … Genrebilder zeichnen sich durch genaue Beobachtung und eleganten Vortrag aus, ihr Kolorismus hat mehr Glanz als Kraft, mehr Schimmer als Flimmer …“. Der angesehene Wiener Kunstkritiker Ludwig Hevesi urteilte 1903 über ihn: „In neuerer Zeit hat Müller in Karl Wilda … einen trefflichen Nachfolger gefunden …“.
In seinen Bildern spielte das tägliche Leben in Kairo, wo er sich häufig aufhielt, die wichtigste Rolle. Seine Bilder tragen Titel wie „Der Schlangenbeschwörer“ oder „Der Märchenerzähler“. 1892 unternahm er mit dem gleichaltrigen Bildhauer Arthur Strasser eine Ägypten-Reise, auf der dieser ebenfalls Anregungen für sein künstlerisches Schaffen fand.
Seit den 1880er Jahren stellte er fast regelmäßig auf der Wiener Jahresausstellung, der Berliner internationalen Kunstausstellung, der Münchener Jahresausstellung oder der Dresdner internationalen Kunstausstellung aus. Auf der Weltausstellung Paris 1900 war er ebenso mit einigen seiner Werke vertreten. Seine Signaturenvarianten sind CW, C. Wilda und Ch. Wilda.
Der Orientmaler Rudolf Swoboda, sein ehemaliger Studienkollege, malte noch ein Porträt Wilda’s in dessen Todesjahr. Das Künstlerhaus Wien ehrte ihn in der Herbstausstellung 1907 mit einer Gedächtnisausstellung, in der 50 Werke, fast alle in Öl auf Leinwand, gezeigt wurden.
Wilda verstarb 52-jährig in Wien und wurde auf dem Wiener Zentralfriedhof, Gruppe 0, Reihe 1, Nr. 46, begraben. Schöpferin des Grabdenkmals von 1909 war Hella Unger.

## Auszeichnungen
- 1895: „Kaiserpreis“, dotiert mit 400 Dukaten (Wert 2009: rund 29.000 Euro)[9]
- 1898: Kleine goldene Staatsmedaille[10]

Für die kaiserlichen Sammlungen erwarb Kaiser Franz Joseph I. 1895 das Ölgemälde Arabischer Wahrsager für 3500 Kronen und im Jahr 1900 das Ölgemälde Abessynische Madonna für 5000 Kronen.

## Werke
- 1887: Strassenscene in Cairo, Gemälde, ausgestellt: Wiener Jahresausstellung 1887
- 1890: Betende Derwische bei Gelegenheit eines arabischen Festes, Gemälde, ausgestellt: Wiener Jahresausstellung 1890
- 1890: Der Geldwechsler (Orientalische Scene), 1890, Gemälde, ausgestellt:  Berliner internationale Kunstausstellung 1891
- 1890: Aus Cairo., Gemälde, ausgestellt: Münchener Jahresausstellung 1890[12]
- 1894: Arabischer Wahrsager, Gemälde, ausgestellt: Münchener Jahresausstellung 1894[13], Wiener Jahresausstellung 1895, Berliner internationale Kunstausstellung 1896
- 1894: Beiram, Gemälde, ausgestellt: Wiener internationale Kunstausstellung 1894, Abbildung im Katalog
- 1897: Milchverkäufer in Cairo, Gemälde, ausgestellt: Dresdner internationale Kunstausstellung 1897
- 1898: Vor dem Kafehause, Gemälde, ausgestellt: Wiener Jahresausstellung 1898
- 1898: Sudanesischer Tänzer, Gemälde, ausgestellt: Wiener Jahresausstellung 1898
- 1900: Der Teppichweber, Aquarell auf Papier, Maße: 19,2 × 24,8 cm[14]
- 1906: Joseph Lanner und Johann Strauss, Gemälde